# 沖田町 (名古屋市)
沖田町（おきたちょう）は、愛知県名古屋市中村区の地名。丁目の設定はない。住居表示未実施。

## 地理
名古屋市中村区南部に位置する。南は畑江通、北は鈍池町・日ノ宮町に接する。

## 歴史

### 地名の由来
烏森町字東沖田・西沖田の名に由来する。『地名の語源辞典』によると、沖田は「遠く離れた田」を意味する地名であるという。

### 沿革
- 1958年（昭和33年）10月20日 - 烏森土地区画整理組合の設立が認可される[9]。
- 1966年（昭和41年）1月26日 - 中村区岩塚町・烏森町・鈍池町・日ノ宮町・高須賀町の各一部により、同区沖田町として成立[10]。

## 世帯数と人口
2019年（平成31年）2月1日現在の世帯数と人口は以下の通りである。
| 町丁   | 世帯数  | 人口    |
| ------ | ------- | ------- |
| 沖田町 | 688世帯 | 1,241人 |

### 人口の変遷
国勢調査による人口の推移
| 1970年（昭和45年） | 1,198人 | [ 11 ] |  |
| 1975年（昭和50年） | 1,322人 | [ 11 ] |  |
| 1980年（昭和55年） | 1,273人 | [ 12 ] |  |
| 1985年（昭和60年） | 1,251人 | [ 12 ] |  |
| 1990年（平成2年）  | 1,294人 | [ 13 ] |  |
| 1995年（平成7年）  | 1,272人 | [ 14 ] |  |
| 2000年（平成12年） | 1,266人 | [ 15 ] |  |
| 2005年（平成17年） | 1,305人 | [ 16 ] |  |
| 2010年（平成22年） | 1,265人 | [ 17 ] |  |
| 2015年（平成27年） | 1,206人 | [ 18 ] |  |

## 学区
市立小・中学校に通う場合、学校等は以下の通りとなる。また、公立高等学校に通う場合の学区は以下の通りとなる。なお、小・中学校は学校選択制度を導入しておらず、番毎で各学校に指定されている。
| 小学校                                  | 中学校                                    | 高等学校 |
| --------------------------------------- | ----------------------------------------- | -------- |
| 名古屋市立柳小学校 名古屋市立千成小学校 | 名古屋市立御田中学校 名古屋市立豊国中学校 | 尾張学区 |

## 交通
- 豊国通（名古屋市道中村稲永線）[7]
- 名古屋市営地下鉄東山線 岩塚駅[7]

## 施設
- 沖田公園[7]
- 中部電力烏森変電所[7]

## その他

### 日本郵便
- 郵便番号 : 453-0825[4]（集配局：中村郵便局[21]）。